# Pugio

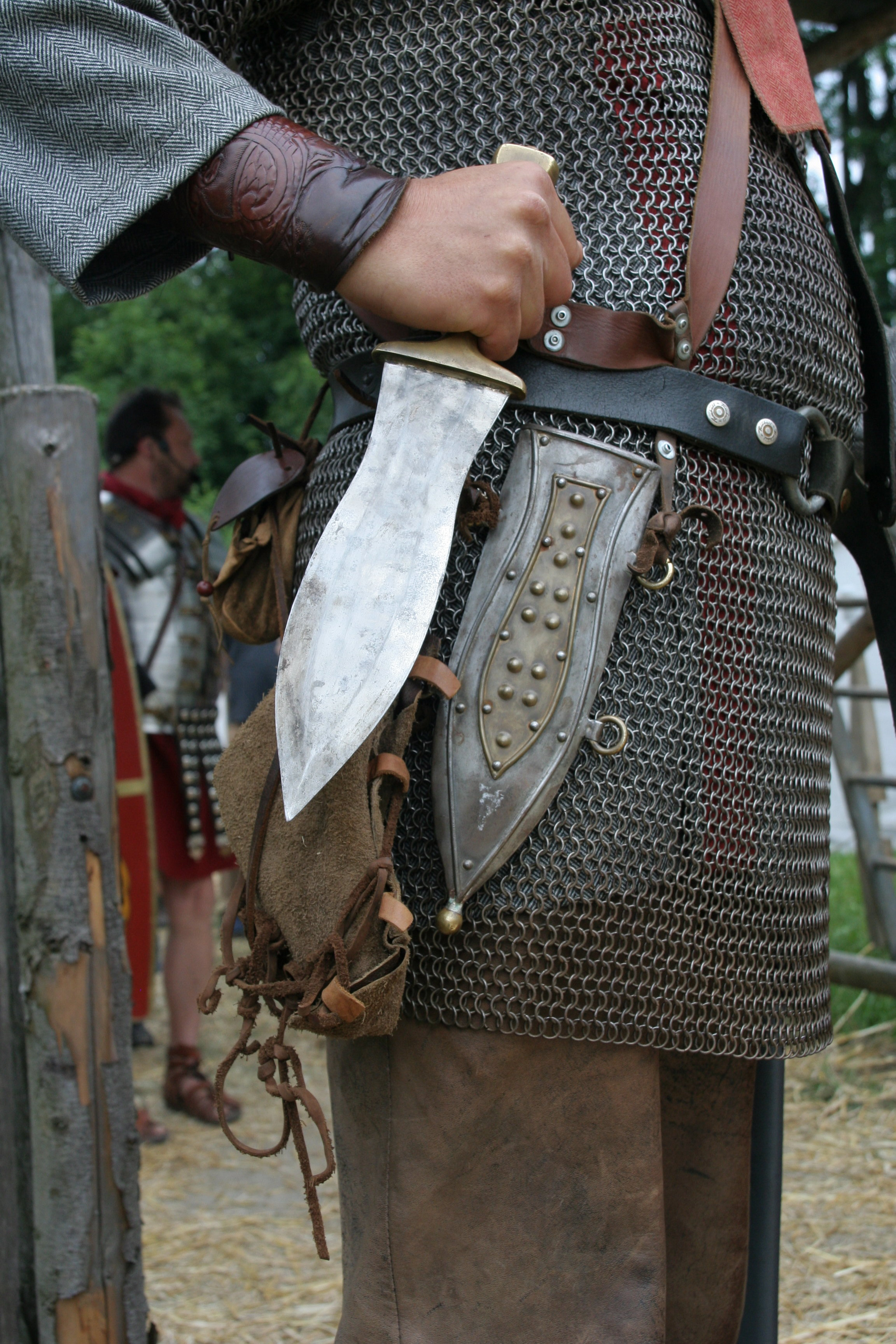
Pugio reconstructie: een Romeinse soldaat in AD 175 van een noordelijke provincie

De pugio is een dolk die gebruikt werd door Romeinse soldaten. De dolk is aan twee kanten snijdend. De pugio was waarschijnlijk bedoeld als een tweede wapen of back-up wapen, maar het werd ook gebruikt voor andere doeleinden, bijvoorbeeld als een zakmes.